# Olivia de Havilland
Olivia de Havilland, rodným jménem Olivia Mary de Havilland (1. července 1916, Tokio, Japonsko – 26. července 2020, Paříž, Francie) byla americká filmová herečka, která byla pětkrát nominována na Cenu Akademie. Ocenění získala dvakrát, a to za filmy Každému dle zásluh a Dědička.

## Životopis

### Začátky
Narodila se v Tokiu, v Japonsku britským rodičům, Walteru de Havillandovi a herečce Lilian Augusta Ruse, známější pod uměleckým jménem Lilian Fontaine. V Japonsku se taky narodila její mladší sestra Joan Fontaine, která se později stala herečkou a nositelkou Oscara. Když byly Olivii dva roky, rodina se přestěhovala do Států. V roce 1919 se rodiče rozvedli. Olivia studovala na katolické dívčí škole v Belmontu, v Kalifornii. Už na střední škole se věnovala hraní a první hlavní roli dostala v příběhu o Alence v říši divů.

### Kariéra

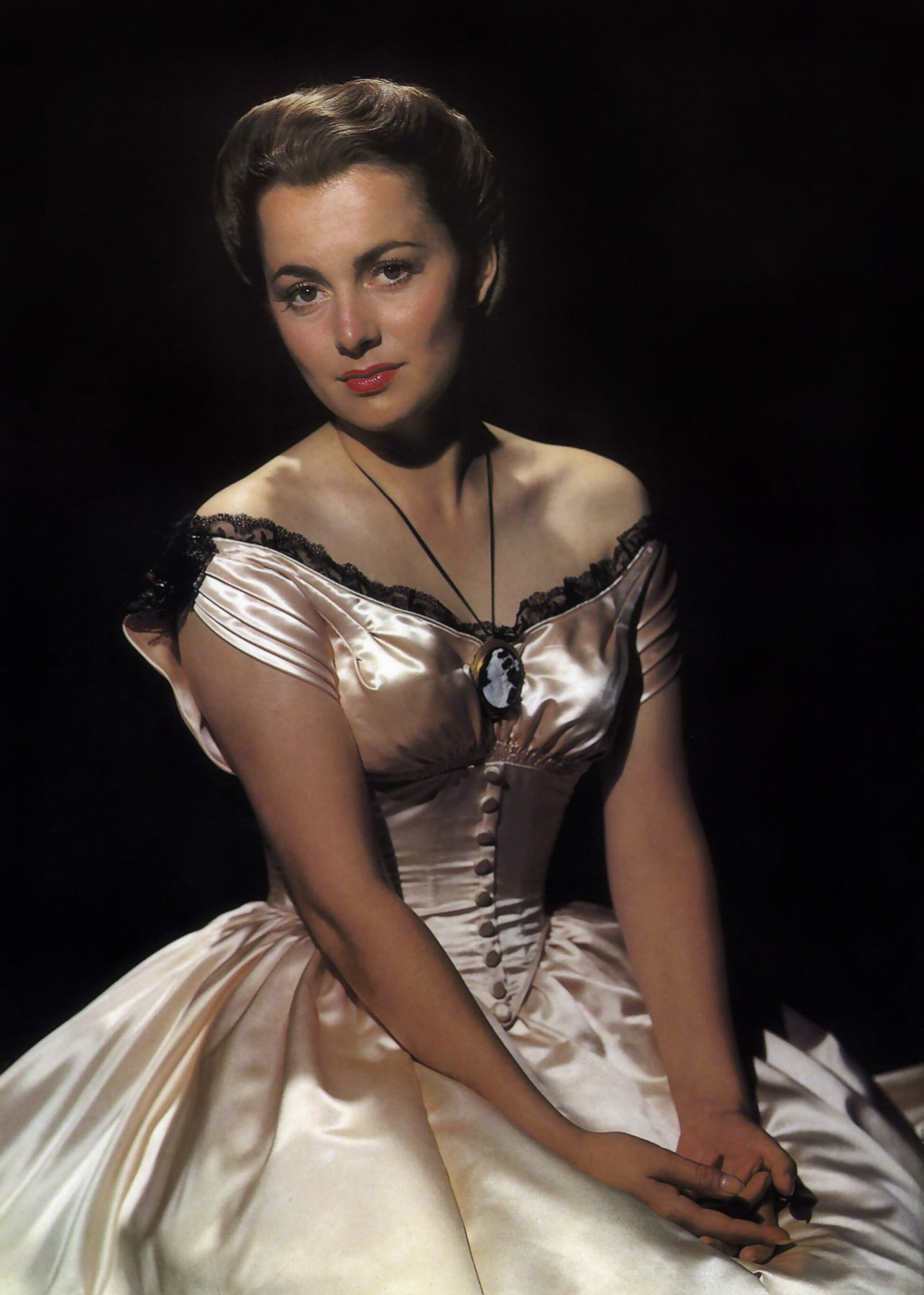
Olivia de Havilland v roce 1940

Svoji profesionální kariéru zahájila filmem Alibi Ike z roku 1935. V témže roce si zahrála Hermiu ve filmové verzi Snu noci svatojánské. Na natáčení se seznámila s Mickeym Rooneym, kterého pak viděla až po téměř sedmdesáti letech na udělování Oscarů. S touhle postavou měla zkušenosti už předtím, a to v divadle, kde svým výkonem upoutala slavného režiséra Maxe Reinhardta. Shakespearova klasika započala její spolupráci s Warner Bros., což byl pro začátek kariéry slibný krok. Postupem času se však tahle svázanost s jedním studiem stala pro ni frustrací.
Mladá a naivní zazářila s hollywoodským idolem Errolem Flynnem ve filmech Captain Blood (1935), Útok lehké kavalerie (1936) a v klasice Dobrodružství Robina Hooda (1938). De Havilland a Flynn vytvořili jednu z nejslavnějších a nejatraktivnějších filmových dvojic v dějinách kinematografie. Hráli spolu v deseti filmech.
Jedna z jejích nejznámějších rolí přišla na konci třicátých let v epickém dramatu Jih proti Severu, kde ztvárnila postavu Melanie. Za ni byla poprvé nominována na Oscara, a to v kategorii herečka ve vedlejší roli. Cenu nakonec vyhrála kolegyně ze stejného filmu, Hattie McDaniel. Olivia byla ale pořád v rukou studia Warner Bros., kterému se upsala. Když ji režisér George Cukor (který jako režisér film nedokončil kvůli neshodám s Clarkem Gablem, a proto byl nahrazen Victorem Flemingem) oslovil kvůli roli Melanie, byla nadšená. Dokonce prosila manželku Jacka Warnera (zakladatele Warner Bros.), aby ji uvolnil na natáčení. Warner nakonec souhlasil a tak se Olivia de Havilland zapsala do dějin svým nezapomenutelným výkonem.
Rok 1941 se do její kariéry zapsal žalobou na společnost Warner Bros. Ta si nárokovala delší spolupráci s herečkou, a to dokonce o víc než půl roku. Tím měla porušit práva de Havilland domluvené ve smlouvě. Společnost to vysvětlovala její absencí po dobu natáčení filmů pro jiná studia. Soudní pře trvala skoro dva roky a po tuto dobu nesměla Olivie hrát. Stihla však ještě zazářit ve snímku Michaela Curtize Santa Fe Trail (1940), ve westernu Sedmá kavalérie (1941), ale především v romanci Brána ke štěstí (1941). Poslední jmenovaný film ji vynesl další nominaci na Cenu Akademie, tentokrát za hlavní ženský herecký výkon. Oscara nakonec nevyhrála Olivia, ale její sestra Joan Fontaine za Hitchcockův film Podezření. Tehdy se začala psát rivalita mezi slavnými sestrami. Údajně po vyhlášení vítěze Olivia natáhla ruce jako gesto gratulace, byla však sestrou ignorována.
Největší popularita a úspěchy na Olivii teprve čekaly. Když po vítězství v soudní při s Warnerem nastolila nová pravidla najímání herců v Hollywoodu, vrhla se do dramatu Každému dle zásluh, který jí přinesl prvního Oscara. Vylíčila v něm mladou Jody Norris, které zahyne snoubenec právě v den, kdy se ona dozvídá o svém těhotenství. Jody se rozhodne dítě nevychovávat, protože to v danou dobu a na malém městě není zrovna přijatelné. Svěří dítě do péče přátelům věříc, že jeho vývoj bude moci sledovat z povzdálí. Když ji na celých dvacet let osud přinutí odejít do New Yorku, změní se celý její život. Druhý Oscar přišel 23. března 1950 s postavou Catherine Sloper ve filmu Dědička. Partnerem jí v romantickém dramatu odehrávajícím se v polovině 19. století byl Montgomery Clift. Za stejnou roli vyhrála svůj první Zlatý glóbus.
V padesátých letech hrála ve snímcích Moje sestřenice Rachel (1952), Ne jako cizinec (1955) nebo Pyšný rebel (1958). V roce 1955 se vrátila na filmové plátno v dobovém dramatu Terence Younga That Lady (1955), o španělské kněžně a její neopětované lásce ke králi Filipu II. Španělskému, jehož respekt si v mládí vydobyla poté, co přišla o oko v boji s mečem, když bránila jeho čest. Podle Tonyho Thomase film efektivně využívá autentické španělské lokace, ale trpí spletitým dějem a přílišnými dialogy, a zatímco de Havilland předvedla jako Ana de Mendoza vřelý a elegantní výkon, film byl zklamáním.
Příležitostně se objevila na Broadwayi a v šedesátých a sedmdesátých letech dokonce v televizi. Za ztvárnění carevny Marie v televizním příběhu Anastázie získala druhý Zlatý glóbus a byl to její předposlední hraný počin. Tím úplně posledním byl příběh britského prince Edwarda, Prince z Walesu, který se později vzdal trůnu kvůli lásce k rozvedené Wallis Simpson. Olivia de Havilland ve snímku vylíčila její tetu Bessie Merryman.

## Osobní život

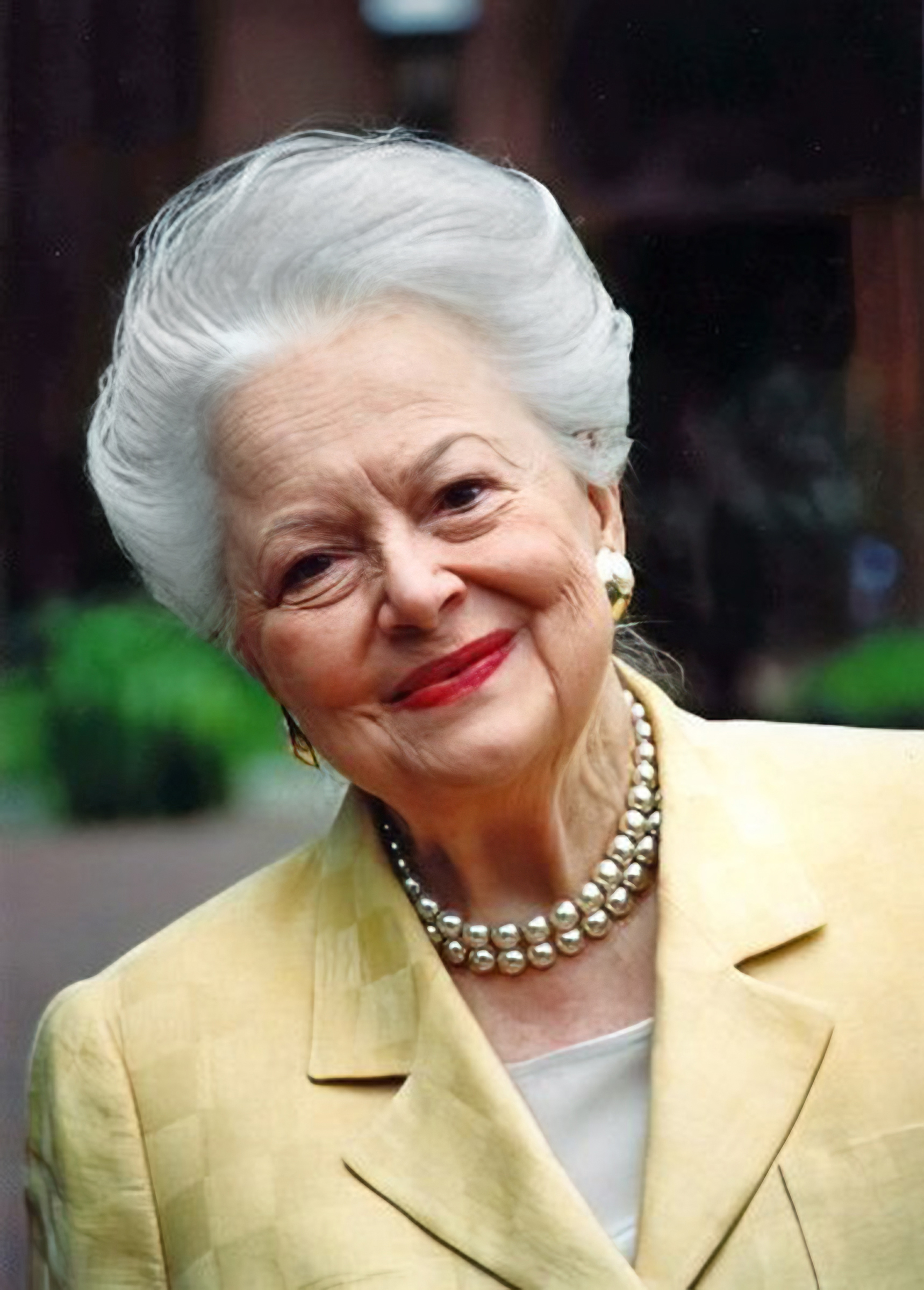
Olivia de Havilland v roce 2001

### Partneři
Ještě jako mladičká osmnáctiletá herečka poznala lamače dámských srdcí Errola Flynna. Představovali pro Hollywood a diváky úžasný a nezapomenutelný filmový pár podobný dvojici Tracy – Hepburn. Olivia vlastně dle vlastních slov nikdy nepostřehla, že je do něj zamilovaná. V té době byl ostatně ženatý s herečkou Lilou Damitou.
Olivia de Havilland byla dvakrát vdaná. Poprvé za spisovatele Marcuse Goodriche, se kterým byla sezdána sedm let. Vzali se v roce 1946. Měli spolu syna Benjamina (* 1949), který se stal matematikem a kterého matka přežila. Zemřel po letitém boji s Hodgkinovou nemocí v roce 1991.
Druhým manželem byl novinář a editor Pierre Galante. Spolu byli od roku 1955 až do roku 1979. Měli spolu dceru Gisele (* 1956), která se stala žurnalistkou ve Francii, kde Olivia už od padesátých let žila.

### Sourozenecká rivalita
Olivia a Joan vyrůstaly po rozvodu u matky v Saratoze v Kalifornii. Obě měly sen stát se herečkami, což se jim povedlo. Olivia si nechala jméno po svém otci, Joan zvolila nejdřív pseudonym Burfield, později po svém otčímovi Fontaine. Jako první sestry vůbec byly nominovány a posléze oceněny Oscarem. Byl to právě rok 1942, ve kterém obě získaly nominace na Cenu Akademie, kterou tenkrát vyhrála Joan. Životopisec Charles Higham uvádí, že sestry měly složitý vztah už od dětství.
Od roku 1975 však sestry spolu nemluvily. Olivia žila ve Francii, Joan v USA. Za vším stojí incident ohledně úmrtí jejich matky, kdy Olivia nepozvala Joan na zádušní mši. Vztah naprosto ochladl po zveřejnění Joaniny monografie v roce 1978.

### Olivia v posledních desetiletích
I ve svém úctyhodném věku byla občasným hostem filmových událostí a televizních rozhovorů. Když v roce 1998 umíral její druhý muž, nemohla se zúčastnit udělování 70. Oscarů. To napravila v roce 2003, kdy Oscar slavil 75. narozeniny a kde uvedla 58 svých kolegů oceněných cenou za herecké výkony. Vysloužila si poctu od celého Hollywoodu. V červnu 2006 se zúčastnila oslav svých devadesátých narozenin v Los Angeles.
Při příležitosti 65. výročí od uvedení filmu Jih proti Severu  uspořádala televize TCM retrospektivní dokument Melanie Remembers (ve volném překladu Melanie vzpomíná). Olivia ve čtyřicetiminutovém rozhovoru vzpomínala na natáčení a na své herecké kolegy Clarka Gablea a Vivien Leighovou.
V listopadu 2008 obdržela z rukou tehdejšího prezidenta George W. Bushe národní medaili za umění a v září 2010 zase z rukou francouzského prezidenta Řád čestné legie.
V únoru 2011 byla čestným hostem 36. ročníku udělování francouzských filmových cen César.
Byla členkou americké Akademie filmových věd a umění, a nejen proto musela zhlédnout nové filmy. Její oblíbenou herečkou byla Meryl Streepová, o které říkala: "Je pozoruhodná. Dívám se na vše, v čem hrála. Nikdy jsem jí však nepotkala. Není to ani nutné."

## Zajímavosti

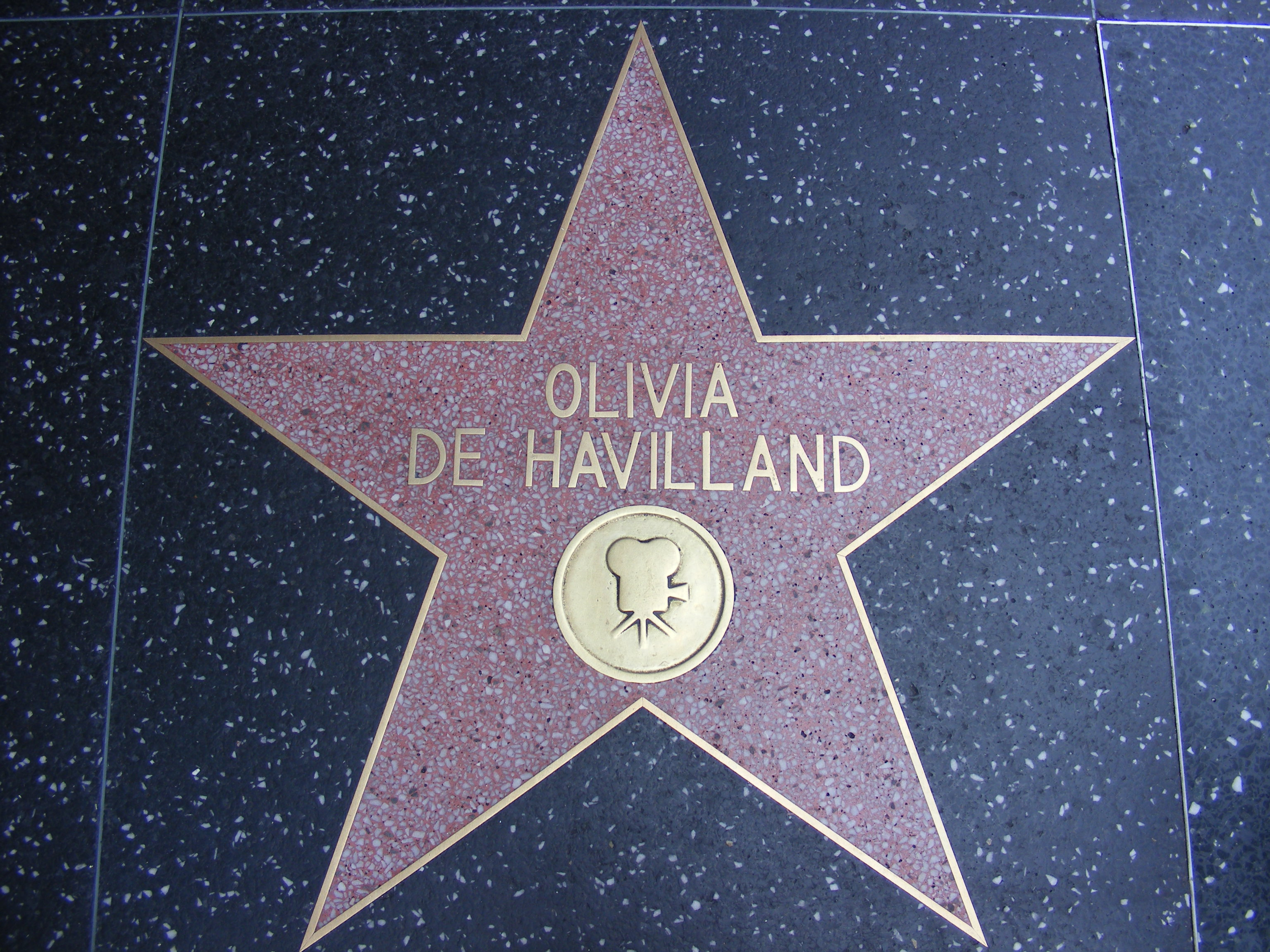
Hvězda na Chodníku slávy

- Její matka byla divadelní a filmová herečka Lillian Fontaine.
- Její sestra byla oscarová herečka Joan Fontaine.
- Ze čtyř hlavních herců dramatu Jih proti Severu tři zemřeli v poměrně nízkém věku (Leslie Howard, Vivien Leigh a Clark Gable); pouze Olivia se dožila velmi vysokého věku.
- V roce 1965 se stala první ženskou předsedkyní v porotě na filmovém festivalu v Cannes.
- Měla románky s Jamesem Stewartem, Howardem Hughesem, Johnem Hustonem.
- V dubnu 2008 se zúčastnila pohřbu kolegy Charltona Hestona.
- Její dobrou přítelkyní byla Bette Davis.
- Také se přátelila s Ronaldem Reaganem, když ještě byli oba v Hollywoodu; pojil je protikomunistický názor.
- Zpěvák Bryan Adams ji fotil v Paříži pro britský deník Evening Standard.[8]
- Johnu F. Kennedymu jednou odmítla pozvání na večeři; tehdy ještě nebyl prezidentem.[8]
- Dcera Gisele se jí narodila ve věku 40 let.
- Má hvězdu na chodníku slávy.[15]
- Její bratranci Geoffrey a Hereward de Havillandovi byli zakladateli společnosti de Havilland Aircraft Company Limited, která vyráběla legendární letouny Mosquito.

## Filmografie

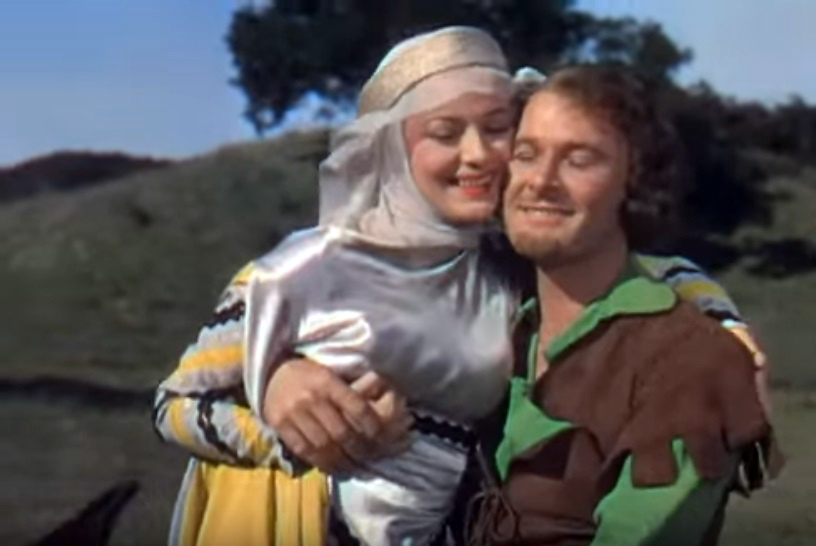
Olivia de Havilland a její filmový partner Errol Flynn ve filmu Dobrodružství Robina Hooda

### Filmy
- 1935 Alibi Ike (režie Ray Enright)
- 1935 Irish in Us (režie Lloyd Bacon)
- 1935 A Midsummer Night's Dream (režie William Dieterle a Max Reinhardt)
- 1935 Captain Blood (režie Michael Curtiz)
- 1936 Anthony Adverse (režie Mervyn LeRoy aMichael Curtiz)
- 1936 Útok lehké kavalerie (režie Michael Curtiz)
- 1937 Call It a Day (režie Archie Mayo)
- 1937 A Day at Santa Anita (režie Crane Wilbur), (Krátkometrážní film)
- 1937 It's Love I'm After (režie Archie Mayo)
- 1937 The Great Garrick (režie James Whale)
- 1938 Gold Is Where You Find It (režie Michael Curtiz)
- 1938 Dobrodružství Robina Hooda (režie William Keighley a Michael Curtiz)
- 1938 Four's a Crowd (režie Michael Curtiz)
- 1938 Hard to Get (režie Ray Enright)
- 1939 Wings of the Navy (režie Lloyd Bacon)
- 1939 Dodge City (režie Michael Curtiz)
- 1939 Soukromý život Alžběty a Essexe (režie Michael Curtiz)
- 1939 Raffles (režie Sam Wood)
- 1936 Jih proti Severu (režie Victor Fleming, George Cukor a Sam Wood)
- 1940 My Love Came Back (režie Curtis Bernhardt)
- 1940 Cesta do Santa Fe (režie Michael Curtiz)
- 1941 The Strawberry Blonde (režie Raoul Walsh)
- 1941 Brána ke štěstí (režie Mitchell Leisen)
- 1941 Sedmá kavalérie (režie Raoul Walsh)
- 1942 The Male Animal (režie Elliott Nugent)
- 1942 In This Our Life (režie John Huston)
- 1943 Thank Your Lucky Stars (režie David Butler)
- 1943 Princess O'Rourke (režie Norman Krasna)
- 1943 Government Girl (režie Dudley Nichols)
- 1946 Každému dle zásluh (režie Mitchell Leisen)
- 1946 Devotion (režie Curtis Bernhardt)
- 1946 The Well-Groomed Bride (režie Sidney Lanfield)
- 1946 Temné zrcadlo (režie Robert Siodmak)
- 1948 The Snake Pit (režie Anatole Litvak)
- 1949 Dědička (režie William Wyler)
- 1952 Moje sestřenice Rachel (režie Henry Koster)
- 1955 That Lady (La princesa de Éboli), (režie Terence Young)
- 1955 Ne jako cizinec (režie Stanley Kramer)
- 1956 Velvyslancova dcera (režie Norman Krasna)
- 1958 Pyšný rebel (režie Michael Curtiz)
- 1959 Libel (režie Anthony Asquith)
- 1962 Light in the Piazza (režie Guy Green)
- 1964 Dáma v kleci (režie Walter Grauman)
- 1964 Sladká Charlotte (režie Robert Aldrich)
- 1970 The Adventurers (režie Lewis Gilbert)
- 1972 Papežka Jana (režie Michael Anderson)
- 1977 Letiště '77 (režie Jerry Jameson)
- 1978 Roj (režie Irwin Allen)
- 1979 Železná maska (režie Ken Annakin)

### TV filmy
- 1972 The Screaming Woman (režie Jack Smight)
- 1982 Vždyť je to hračka (režie Claude Whatham)
- 1982 The Royal Romance of Charles and Diana (režie Peter Levin)
- 1986 Anastázie (režie Marvin J. Chomsky)
- 1988 Žena, kterou miloval (režie Charles Jarrott)

### Seriály
- 1962 Toast of the Town (1 epizoda), (režie Tim Kiley)
- 1966 ABC Stage 67 (1 epizoda), (režie Frank Perry)
- 1968 The Danny Thomas Hour (1 epizoda), (režie Sheldon Leonard)
- 1979 Kořeny: Další pokolení (2 epizody), (režie John Erman a Charles S. Dubin)
- 1981 The Love Boat (1 epizoda), (režie Earl Bellamy)
- 1986 Sever a Jih (6 epizod), (režie Kevin Connor)
- 1986 Anastasia: The Mystery of Anna (2 epizody), (režie Marvin J. Chomsky)

## Ocenění

### Oscar
- 1947 Herečka v hlavní roli – Každému dle zásluh (cena)
- 1950 Herečka v hlavní roli – Dědička (cena)
- 1940 Herečka ve vedlejší roli – Jih proti Severu (nominace)
- 1942 Herečka v hlavní roli – Brána ke štěstí (nominace)
- 1949 Herečka v hlavní roli – The Snake Pit (nominace)

### Zlatý glóbus
- 1950 Herečka v hlavní roli – Dědička (cena)
- 1987 Nejlepší herečka ve vedlejší roli – Anastázie (cena)
- 1953 Herečka v hlavní roli (drama) – Moje sestřenice Rachel

### Emmy
- 1987 Nejlepší herečka ve vedlejší roli v minisérii – Anastázie (nominace)